# Ansfried
Ansfried (auch Ansfried von Utrecht, Ansfrid, Ansfridus; * um 940; † 3. Mai 1010 im Kloster Hohorst bei Leusden) war Graf in Löwen, Bischof von Utrecht und Mönch. In der römisch-katholischen Kirche wird er als Seliger verehrt.

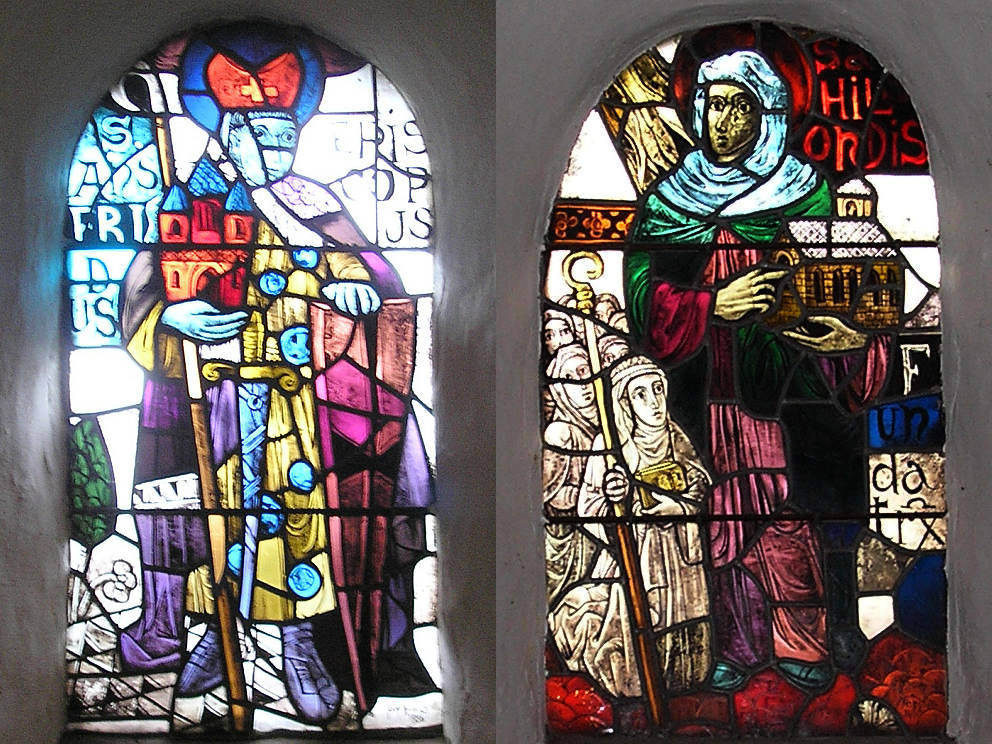
Ansfried und Hilsund, Glasbilder in der romanischen Krypta von St. Michael in Thorn

 Ansfried war vermählt mit Hilsund (auch Hilsondis, Hereswint), Gräfin von Stryen. Er trennte sich aber dann von seiner Gattin und seiner Tochter, um ins Kloster zu gehen und schenkte dem Bistum Lüttich, damals unter dem Bischof Notker, seine Grafschaft Huy. Seine Gattin ging in die von ihm 992 gegründete, später berühmte Abtei von Thorn. 
Nach anfänglicher Weigerung – wie es zu jener Zeit üblich war – fand sich Ansfried auf Drängen Kaiser Ottos III. und Notkers 995 dazu bereit, das Bistum Utrecht anzunehmen. Am Ende seines Lebens zog er sich erblindet in das von ihm 1006 gegründete Benediktinerkloster Hohorst oder Heiligenberg in der Nähe von Utrecht zurück und starb dort als Mönch.
Sein Gedenktag ist der 3. Mai.